# Jean-François de Gondi
Jean-François Paul de Gondi (Parigi, 1584 – Parigi, 21 marzo 1654) è stato un arcivescovo cattolico francese.
Fu il primo arcivescovo di Parigi.

## Biografia
Figlio terzogenito di Albert de Gondi, maresciallo di Francia, e di Claude-Catherine de Clermont, nel 1622 venne eletto vescovo di Parigi (all'epoca diocesi suffraganea di Sens), succedendo nella sede a suo fratello maggiore Enrico: il 20 ottobre 1622 Parigi venne elevata al rango di arcidiocesi metropolitana e Giovanni Francesco fu il primo arcivescovo.
Ebbe i titoli di signore di Marly-Le-Chastel, Noisy, Bailly e Versailles (che vendette l'8 aprile 1632 a Luigi XIII).
Nel 1644 consacrò vescovo suo nipote Giovan Francesco Paolo, figlio di suo fratello Filippo Emanuele, che era stato eletto suo coadiutore e che gli succedette alla sua morte.

## Genealogia episcopale e successione apostolica
La genealogia episcopale è:
- Cardinale François de Joyeuse
- Cardinale François d'Escoubleau de Sourdis
- Arcivescovo Jean-François de Gondi

La successione apostolica è:
- Vescovo Étienne de Puget (1624)
- Vescovo Daniel de La Mothe-Houdancourt (1625)
- Vescovo Henri de Baradat (1626)
- Arcivescovo Victor Le Bouthilier (1628)
- Arcivescovo Henri de Béthune (1630)
- Vescovo Louis-Doni d'Attichy, O.M. (1630)
- Vescovo Hector d'Ouvrier (1630)
- Vescovo Nicolas de Netz (1631)
- Vescovo Gaspard de Daillon du Lude (1631)
- Vescovo Dominique Séguier (1632)
- Vescovo Etienne de Vilazel (1632)
- Vescovo Nicolas Pavillon (1639)
- Cardinale Jean-François Paul de Gondi (1644)